# Hydra (Boot)

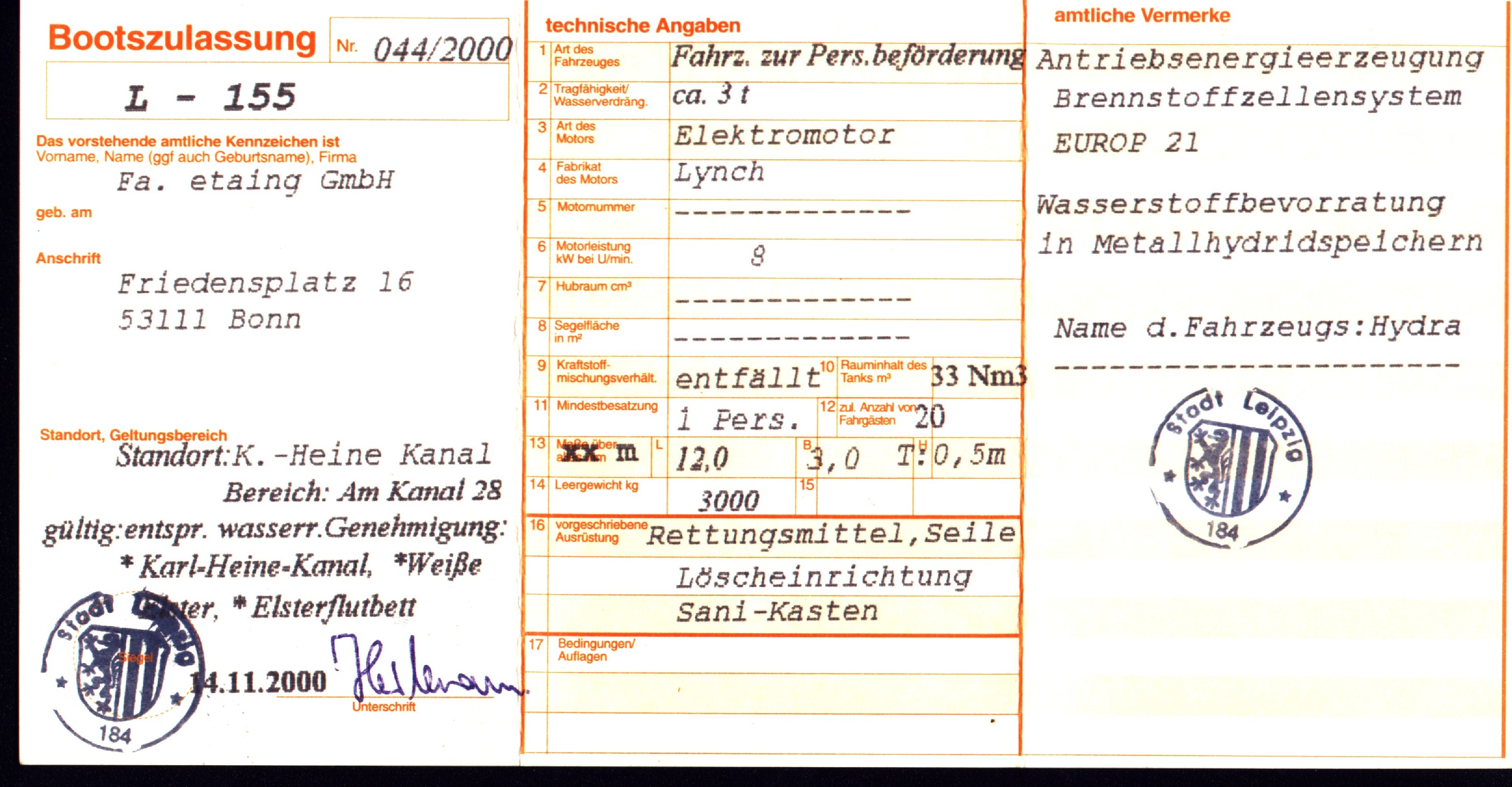

Die Hydra war das weltweit erste Passagierboot, das mit Hilfe einer Brennstoffzelle angetrieben wurde. Das vor allem als Modellversuch dienende Boot war von 2000 bis 2001 im Personenverkehr eingesetzt. Der Verbleib des nach Hydra benannten Bootes ist nicht bekannt.

## Geschichte
In Auftrag gegeben wurde das Boot von der Bonner Firma etaing GmbH, die im Jahre 1999 von Christian Machens und Harald Klein gegründet wurde. Die Brennstoffzelle stammte vom Unternehmen ZeTec, das von Nicholas (Nick) Abson gegründet worden war und das dazu eine Abteilung ZeMar gegründet hatte.
Das Holzboot wurde von ecoBOOT, der ehemaligen Hamburger Werft (1994–2005) des Bootsbaumeisters Gorch von Blomberg, innerhalb von zehn Wochen gebaut. Die schiffbaulichen Planungen wurden von Peter Gottwald übernommen.
Die Entwicklung, Integration und Inbetriebnahme der gesamten elektrischen Anlage der Hydra wurde durch das sächsische Unternehmen Flexiva realisiert.
Die ersten Testfahrten erfolgten ab Mai 2000 auf dem Karl-Heine-Kanal in Leipzig. Am 19. Juni 2000 wurde die Hydra auf dem Rheinauensee getauft und die Jungfernfahrt unternommen. Die Genehmigung zur Inbetriebnahme des Brennstoffzellenantriebs erfolgte im Oktober 2000 durch den Germanischen Lloyd. Im November 2000 wurde das Boot dann von der Stadt Leipzig für den Personentransport auf dem Karl-Heine-Kanal, der Weißen Elster und dem Elsterflutbett zugelassen.
Die Hydra wurde im Februar 2001 auf der E-world energy & water und im April 2001 auf der Hannover-Messe präsentiert. Im Juni 2001 war das Boot während der Elektroboot-Messe auf den Grachten von Gent im Einsatz und pendelte zwischen dem Messeparkplatz und der Innenstadt. Nach rund 300 Betriebsstunden und etwa 2000 Passagieren konnten im Juli 2001 aber keine weitere Aufträge akquiriert werden und die Hydra wurde außer Dienst gestellt. Die Kosten des gesamten Projekts betrugen rund 1 Mio. Euro.

## Technische Beschreibung
Die Hydra war 12 m lang, 3 m breit und hatte etwa 0,5 m Tiefgang. Sie wog leer circa 3,5 t. Der Propeller wurde von einem 8-kW-48-V-Gleichstom-Elektromotor angetrieben. Das Boot erreichte damit eine Nenngeschwindigkeit von 10 km/h. Die gemessene Maximalgeschwindigkeit betrug 15 km/h. Die elektrische Anlage der Hydra ermöglichte das sichere Zusammenwirken von 24-V-Bordnetz, 48-V-Antriebssystem und dem wassergekühlten DC/DC-Wandler des alkalischen Brennstoffzellensystems. Der Elektroantrieb wurde mit Strom aus einer alkalischen Brennstoffzelle versorgt. Außerdem wurden als Zwischenspeicher und für schnelle Laständerungen vier Akkumulatoren mit je 55 Ah installiert. Der Initiator und Chefingenieur des Projekts, Christian Machens, hatte eine alkalische Brennstoffzelle ausgewählt, da diese in salziger Seeluft besser agiert als Polymerelektrolytbrennstoffzellen. Außerdem konnte dieses Brennstoffzellensystem auch bei Temperaturen unter dem Gefrierpunkt starten. Als Kraftstoff kam Wasserstoff aus den Metallhydridspeichern im Bug zum Einsatz. Das Speichervolumen von 33 m³ war ausreichend für einen zweitägigen Betrieb bei achtstündiger Betriebsdauer. Das Auftanken dauerte eine halbe Stunde. Vorteil der Bevorratung des Wasserstoffs in Metallhydridspeichern war die sehr kompakte Lagerung und die Möglichkeit, das Brennstoffzellensystem beim Betanken bereits durch die Abwärme der Metallhydridspeicher vorzuwärmen, um nach dem Tanken mit voller Leistung losfahren zu können.

## Belege
1. 1 2 3  Christian Merten: Brennstoffzellen-Boot Hydra. In: Wasserstoff-Projekte > Mobile Anwendungen: Geschichte. dieBrennstoffzelle.de, abgerufen am 15. April 2018.
2. 1 2 3  
Kevin Desmond: Electric Boats and Ships: A History. McFarland & Co., Jefferson, North Carolina 2017, ISBN 978-1-4766-6515-3, S. 146–147 (englisch, eingeschränkte Vorschau in der Google-Buchsuche [abgerufen am 15. April 2018]).
3. ↑  Jim Motavalli: Forward Drive: The Race to Build the Clean Car of the Future. Routledge, Earthscan Publications Limited, London 2014, ISBN 1-85383-786-5, Chapter 6: The Global Green Car: Europe on the Fast Track, S. 148 (englisch, eingeschränkte Vorschau in der Google-Buchsuche [abgerufen am 15. April 2018]).
4. 1 2 3  the passenger boat. etaing; www.hydrogencarsnow.com, abgerufen am 15. April 2018.
5. ↑  FLEXIVA automation & Robotik GmbH
6. ↑  Brigitte Pfüller: Keine Angst vor "Hydra". In: SZ Portal. Sächsische Zeitung, 30. März 2004, abgerufen am 12. Januar 2024.
7. ↑  Gutachterliche Stellungnahme zum Prototypen eines Brennstoffzellenantriebes für das BZ-Boot "Hydra" vom Germanischen Lloyd, Hamburg, 2000-10-27
8. ↑  Bootszulassung der Stadt Leipzig, 2000-11-14